# Брато (альбом)
«Брато» — двадцать третий номерной альбом Михаила Шуфутинского, изданный компанией «Квадро-диск» в 2009 году. Альбом состоит из 13 треков различных авторских союзов. Большинство песен композитора Игоря Зубкова на стихи Константина Арсенева.

## Общая информация
Песня «Островок» была удостоена премии «Шансон Года» в 2010 году.
В альбом также вошла уникальная аранжировка в исполнении Михаила Шуфутинского знаменитой вокальной композиции Белые розы.
Вокальная композиция, авторство которой принадлежит Григорию Заречному, «Доля шофёрская», также стала визитной карточкой представленного альбома.

## Мнение об альбоме
Михаил Дюков. «Михаил Шуфутинский «Брато», 2009 г.»:

Диск добротный, хорошо аранжированный, с высококлассными аранжировками, профессиональными бэк-вокалами, все отлично и замечательно, это правда, но он, в смысле диск, эстрадный. Да, понимаю, что Михаила Захарович в какой-то степени заложник своей легендарности, а его легендарность из песен Розенбаума, из репертуара Северного и вообще — блатного и уличного жанра. Как когда-то писали — босяцкого.
— 2009

## Список композиций
| №   | Название                 | Автор(ы)                            | Длительность |
| --- | ------------------------ | ----------------------------------- | ------------ |
| 1.  | «Брато»                  | Игорь Зубков, Константин Арсенев    | 3:13         |
| 2.  | «Анжелина»               | Игорь Зубков, Константин Арсенев    | 3:38         |
| 3.  | «До свидания»            | Игорь Зубков, Константин Арсенев    | 3:19         |
| 4.  | «Малина (дуэт с Malina)» | Игорь Зубков, Константин Арсенев    | 4:18         |
| 5.  | «Островок»               | Игорь Зубков, Константин Арсенев    | 3:06         |
| 6.  | «Ты люби меня, люби»     | Ковалёв А.П.                        | 4:20         |
| 7.  | «Мосты»                  | Александр Морозов, Евгений Муравьёв | 3:47         |
| 8.  | «Доля шоферская»         | Григорий Заречный                   | 4:01         |
| 9.  | «Маня»                   | Игорь Зубков, Владимир Алеников     | 3:15         |
| 10. | «Оревуар»                | Игорь Зубков, Константин Арсенев    | 3:35         |
| 11. | «Глаза в глаза»          | Игорь Зубков, Константин Арсенев    | 3:50         |
| 12. | «С точки зрения осени»   | Александр Морозов, Евгений Муравьёв | 4:18         |
| 13. | «Белые розы»             | Сергей Кузнецов                     | 3:59         |

## Участники записи
- Михаил Шуфутинский — вокал.
- Игорь Лалетин, Михаил Пятышев — аранжировка.
- Катя Шубкина, Сивара — бэк-вокал.
- Артем Тильдиков — бас-гитара.
- Анатолий Котов, Владимир Васильев, Павел Мартыненко, Михаил Пятышев — гитары.
- Дмитрий Игнатов — бузука.
- Игорь Лалетин, Игорь Зубков, Михаил Пятышев — клавиши.
- Алексей Розов — скрипка.
- Петр Печников — банджо.
- Михаил Пятышев — мастеринг.

Студия: Central Sound и Salam (Тверь)

## Награды и номинации
| Год  | Награда     | Номинированная работа | Результат |
| ---- | ----------- | --------------------- | --------- |
| 2010 | Шансон года | «Островок»            | Победа    |